# World Badminton Grand Prix 1985
Der World Badminton Grand Prix 1985 war die dritte Auflage des World Badminton Grand Prix. Die Turnierserie bestand aus 17 internationalen Meisterschaften. Wie 1983 wurde die Weltmeisterschaft zur Grand Prix-Serie gezählt. Der für Oktober 1985 als 18. Turnier angesetzte Victor Cup wurde abgesagt. Zum Abschluss der Serie wurde ein Finale ausgetragen, wobei dort im Gegensatz zur Serie nur in den zwei Einzel-Disziplinen (12 Herren, 8 Damen) gespielt wurden.

## Austragungsorte
| Veranstaltung       | Ort                  | Preisgeld   | IBF-Wertungskategorie | Datum        |
| ------------------- | -------------------- | ----------- | --------------------- | ------------ |
| Hong Kong Open      | Hongkong             |             | Kategorie 1           | 10.–13.01.   |
| Chinese Taipei Open | Taipeh               |             | Kategorie 1           | 17.–20.01.   |
| Japan Open          | Kiryuu und Tokio     |             | Kategorie 1           | 22.–27.01.   |
| Dutch Open          | Nieuwegein           |             | Kategorie 3           | 08.–10.02.   |
| German Open         | Duisburg             | 14.000 US $ | Kategorie 2           | 01.–03.03.   |
| Denmark Open        | Aalborg              |             | Kategorie 2           | 07.–10.03.   |
| Swedish Open        | Malmö                |             | Kategorie 1           | 14.–17.03.   |
| All England         | London               |             | Kategorie 1           | 20.–24.03.   |
| Weltmeisterschaft   | Calgary, Kanada      |             | Kategorie 1           | 10.–16.06.   |
| Thailand Open       | Bangkok              |             | Kategorie 1           | 10.–14.07.   |
| Malaysia Open       | Kuala Lumpur         |             | Kategorie 1           | 16.–21.07.   |
| Indonesia Open      | Jakarta              |             | Kategorie 1           | 23.–28.07.   |
| India Open          | Neu-Delhi            |             | Kategorie 1           | 18.–22.09.   |
| Victor Cup          | Mülheim              |             | Kategorie 3           | 10.–13.10.   |
| English Masters     | Bournemouth          |             | Kategorie 2           | 19.–20.10.   |
| Scandinavian Open   | Kopenhagen, Dänemark |             | Kategorie 2           | 24.–27.10.   |
| Canadian Open       | Ottawa               |             | Kategorie 3           | 30.10.–2.11. |
| Scottish Open       | Edinburgh            |             | Kategorie 3           | 23.–24.11.   |
| Grand Prix Finale   | Tokio, Japan         |             | -                     | 12.–15.12.   |

## Die Sieger
| Veranstaltung       | Herreneinzel        | Dameneinzel             | Herrendoppel                       | Damendoppel                     | Mixed                           |
| ------------------- | ------------------- | ----------------------- | ---------------------------------- | ------------------------------- | ------------------------------- |
| Hong Kong Open      | Yang Yang           | Han Aiping              | Jesper Helledie Steen Fladberg     | Han Aiping Xu Rong              | Martin Dew Gillian Gilks        |
| Chinese Taipei Open | Lius Pongoh         | Helen Troke             | Hariamanto Kartono Rudy Heryanto   | Gillian Clark Nora Perry        | Martin Dew Gillian Gilks        |
| Japan Open          | Zhao Jianhua        | Wu Jianqiu              | Park Joo-bong Kim Moon-soo         | Kim Yun-ja Yoo Sang-hee         | Billy Gilliland Gillian Gowers  |
| Dutch Open          | Michael Kjeldsen    | Kirsten Larsen          | Steen Fladberg Jesper Helledie     | Gillian Clark Gillian Gowers    | Steen Fladberg Gitte Paulsen    |
| German Open         | Nick Yates          | Qian Ping               | Li Yongbo Ding Qiqing              | Wu Jianqiu Guan Weizhen         | Martin Dew Gillian Gilks        |
| Denmark Open        | Morten Frost        | Zheng Yuli              | Li Yongbo Tian Bingyi              | Kim Yun-ja Yoo Sang-hee         | Dipak Tailor Nora Perry         |
| Swedish Open        | Han Jian            | Han Aiping              | Li Yongbo Ding Qiqing              | Li Lingwei Han Aiping           | Stefan Karlsson Maria Bengtsson |
| All England         | Zhao Jianhua        | Han Aiping              | Kim Moon-soo Park Joo-bong         | Han Aiping Li Lingwei           | Billy Gilliland Nora Perry      |
| Weltmeisterschaft   | Han Jian            | Han Aiping              | Kim Moon-soo Park Joo-bong         | Han Aiping Li Lingwei           | Park Joo-bong Yoo Sang-hee      |
| Thailand Open       | Icuk Sugiarto       | Wu Jianqiu              | Rudy Heryanto Bobby Ertanto        | Guan Weizhen Wu Jianqiu         | nicht ausgetragen               |
| Malaysia Open       | Misbun Sidek        | Gillian Gowers          | Razif Sidek Jalani Sidek           | Gillian Gowers Gillian Clark    | nicht ausgetragen               |
| Indonesia Open      | Han Jian            | Li Lingwei              | Liem Swie King Hariamanto Kartono  | Han Aiping Li Lingwei           | Martin Dew Gillian Gilks        |
| India Open          | Steve Baddeley      | Helen Troke             | Park Joo-bong Kim Moon-soo         | Hwang Sun-ai Kang Haeng-suk     | Steve Baddeley Gillian Gowers   |
| Victor Cup          | abgesagt            | abgesagt                | abgesagt                           | abgesagt                        | abgesagt                        |
| English Masters     | Morten Frost        | Kirsten Larsen          | Andy Goode Nigel Tier              | Karen Beckman Sara Halsall      | Billy Gilliland Gillian Gowers  |
| Scandinavian Open   | Morten Frost        | Kim Yun-ja              | Steen Fladberg Jesper Helledie     | Kim Yun-ja Yoo Sang-hee         | Nigel Tier Gillian Gowers       |
| Canadian Open       | Jens Peter Nierhoff | Claire Backhouse-Sharpe | Jens Peter Nierhoff Henrik Svarrer | Johanne Falardeau Denyse Julien | Billy Gilliland Nora Perry      |
| Scottish Open       | Sze Yu              | Christine Magnusson     | Mark Christiansen Michael Kjeldsen | Dorte Kjær Nettie Nielsen       | Billy Gilliland Gillian Gowers  |
| Grand Prix Finale   | Han Jian            | Li Lingwei              | nicht ausgetragen                  | nicht ausgetragen               | nicht ausgetragen               |